# Vietnam Airlines-vlucht 474
Vietnam Airlines-vlucht 474 was een binnenlandse vlucht van Ho Chi Minhstad naar Nha Trang in Vietnam op 14 november 1992. In tropische cycloon Forrest stortte het toestel neer, waarbij van de 31 inzittenden slechts één passagier de ramp overleefde.
Het toestel, een in 1976 gebouwde Jakovlev Jak-40, stortte neer op een heuvel in de buurt van Son Trung, op 15 kilometer van de bewoonde wereld. Het duurde derhalve acht dagen voordat reddingsploegen het verongelukte toestel vonden. De enige overlevende was een 31-jarige Nederlandse vrouw, Annette Herfkens, die zich in leven wist te houden door regenwater te drinken. Later schreef ze een boek over de ramp.

## Inzittenden
| Nationaliteit       | Passagiers (overlevenden) | Bemanning (overlevenden) | Totaal |
| ------------------- | ------------------------- | ------------------------ | ------ |
| Vietnam             | 17 (0)                    | 6 (0)                    | 23     |
| Taiwan              | 3 (0)                     |                          | 3      |
| Nederland           | 2 (1)                     |                          | 2      |
| Zweden              | 1 (0)                     |                          | 1      |
| Verenigd Koninkrijk | 1 (0)                     |                          | 1      |
| Frankrijk           | 1 (0)                     |                          | 1      |
| Totaal              | 25 (1)                    | 6 (0)                    | 31     |